# آب کلک
آب کلک (به لاتین: Ab Kolok) در افغانستان است که در ولایت جوزجان واقع شده‌است.